# Блэтчфорд, Иан

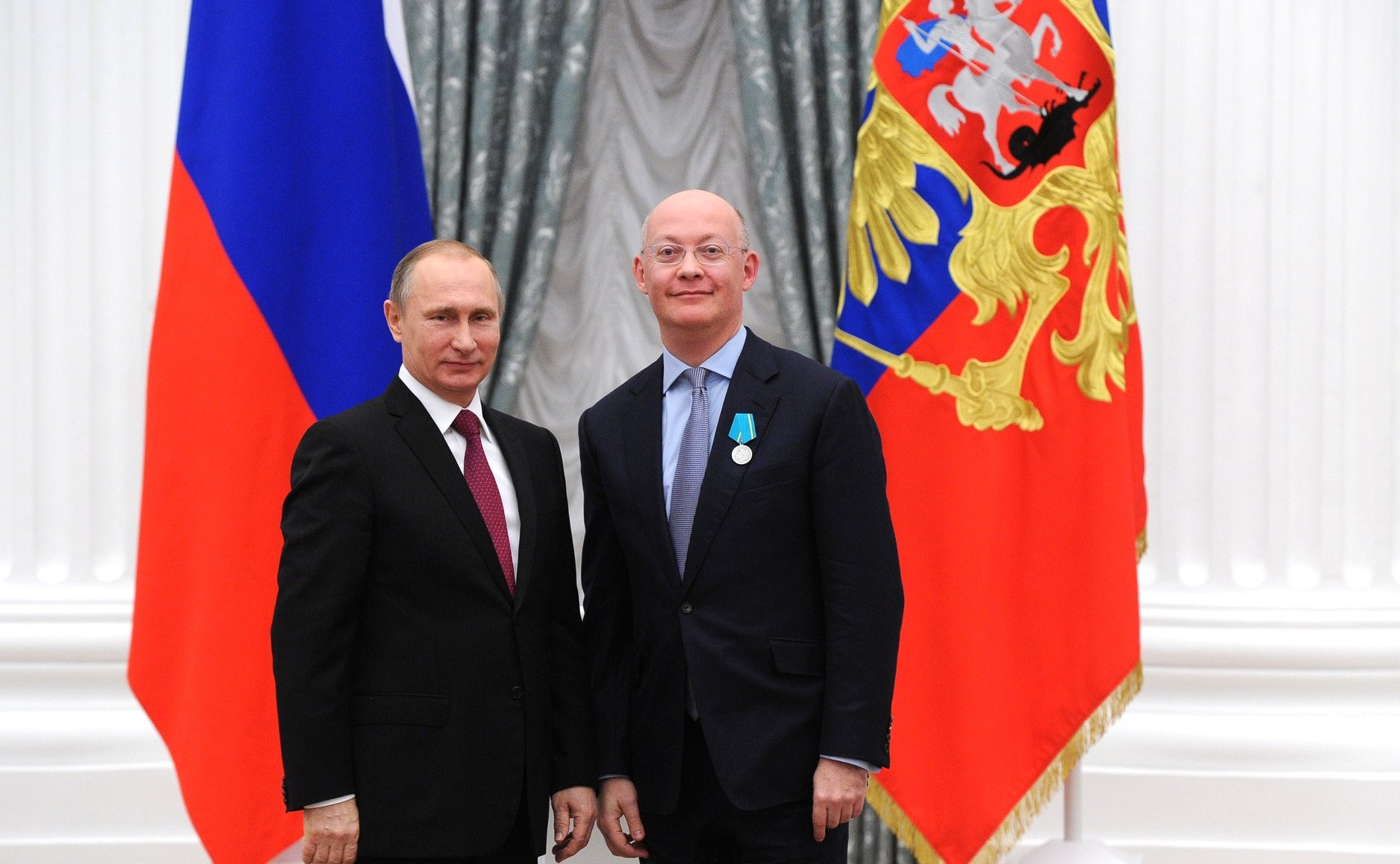
С Владимиром Путиным

Сэр Иан Блэтчфорд (род. 17 августа 1965) — директор Science Museum Group, курирующей Музей науки в Лондоне.

## Биография
До этого — директор Музея Виктории и Альберта.

## Награды
- Рыцарь-бакалавр (2019).
- Медаль Пушкина (2 декабря 2015 года, Россия) — за большой вклад в укрепление дружбы и сотрудничества с Российской Федерацией, развитие экономических и культурных связей[4].